# Scotland (Georgia)
Scotland – miasto w Stanach Zjednoczonych, w stanie Georgia, w hrabstwie Telfair.